# AquAdvantage
AquAdvantage er et varemærke for en gensplejset laks fra bioteknologi-virksomheden AquaBounty Technologies i Massachusetts, USA. AquAdvantage-laksen vokser dobbelt så hurtigt som almindelige laks. Firmaet har fået grønt lys af den amerikanske levnedsmiddelmyndighed – FDA, til at begynde kommercielt opdræt af fisken.
Der er tale om atlanterhavslaks der er modificeret, dels med to gener fra kongelaksen til forøget produktion af væksthormon, og dels med en promoter gensekvens fra en art af ålekvabbe-familien, der skal forhindre proteinerne i at fryse ved temperaturer omkring 0 °C eller derunder i saltvand, således at væksten kan forsætte under disse betingelser.
AquaBounty Technologies hævder, at man ikke vil sælge udklækkede fisk, men kun æg, og kun af hunkøn, der desuden er sterile idet kønscellerne er triploide, 
hvilket skal forhindre dem i at formere sig, hvis de skulle slippe ud i naturen.
Miljø- og forbrugerorganistaioner, politiske partier og internet-bloggere på stribe, både i USA og internationalt, har rejst tvivl om det fornuftige i at begynde en egentlig produktion af den gensplejsede laks, som de har døbt Monsterlaksen
 
eller Frankenfish, 
efter titlen på en gyserfilm fra 2004 af samme navn, og som handler om en gensplejset fisk der går bersærk og dræber mennesker. De fleste argumenter mod opdræt og salg af laksen, kredser primært omkring sundheden for mennesker og om tilbagetrængen af den naturlige laks pga. en mulig udkonkurrering fra en kunstig invasiv art.

## Salg til forbrugere
Tidskriftet New Scientist skriver den 8. august 2017, at AquaBounty Technologies for første gang har solgt de genmodificerede laks til almindelige forbrugere. Det er sket i Canada, hvor der er solgt 4,5 ton laks.